# Force India VJM08
La Force India VJM08 è un'automobile monoposto sportiva di Formula 1 costruita dalla Force India per partecipare al campionato mondiale di Formula 1 2015. È stata presentata il 21 gennaio 2015 al Museo Soumaya di Città del Messico.

## Livrea e sponsor
La livrea abbandona il bianco per far posto ad un grigio metallizzato, per via della collaborazione con Mercedes. L'arancione si riduce a 2 strisce che percorrono orizzontalmente la monoposto, mentre il resto del corpo vettura è nero, colore introdotto dal 2014. Con queste modifiche la vettura perde i tradizionali colori della bandiera indiana utilizzati sin dal 2009.

## Tecnica
La nuova monoposto presenta, rispetto alla VJM07, un muso più basso per via delle nuove norme tecniche imposte dalla federazione. La zona di carrozzeria attorno allo scarico viene resa più rastremata, le fiancate sono più pronunciate all'inizio dell'effetto coca-cola, salvo essere più strette della precedente vettura nella zona terminale di coda.
Le prese d'aria, delle fiancate, appaiono leggermente più grandi, così come per tutte le vetture motorizzate Mercedes, per via della necessità di inglobare maggiore portata d'aria, per il nuovo moto-propulsore, il quale, essendo più potente, necessita di maggiore raffreddamento.

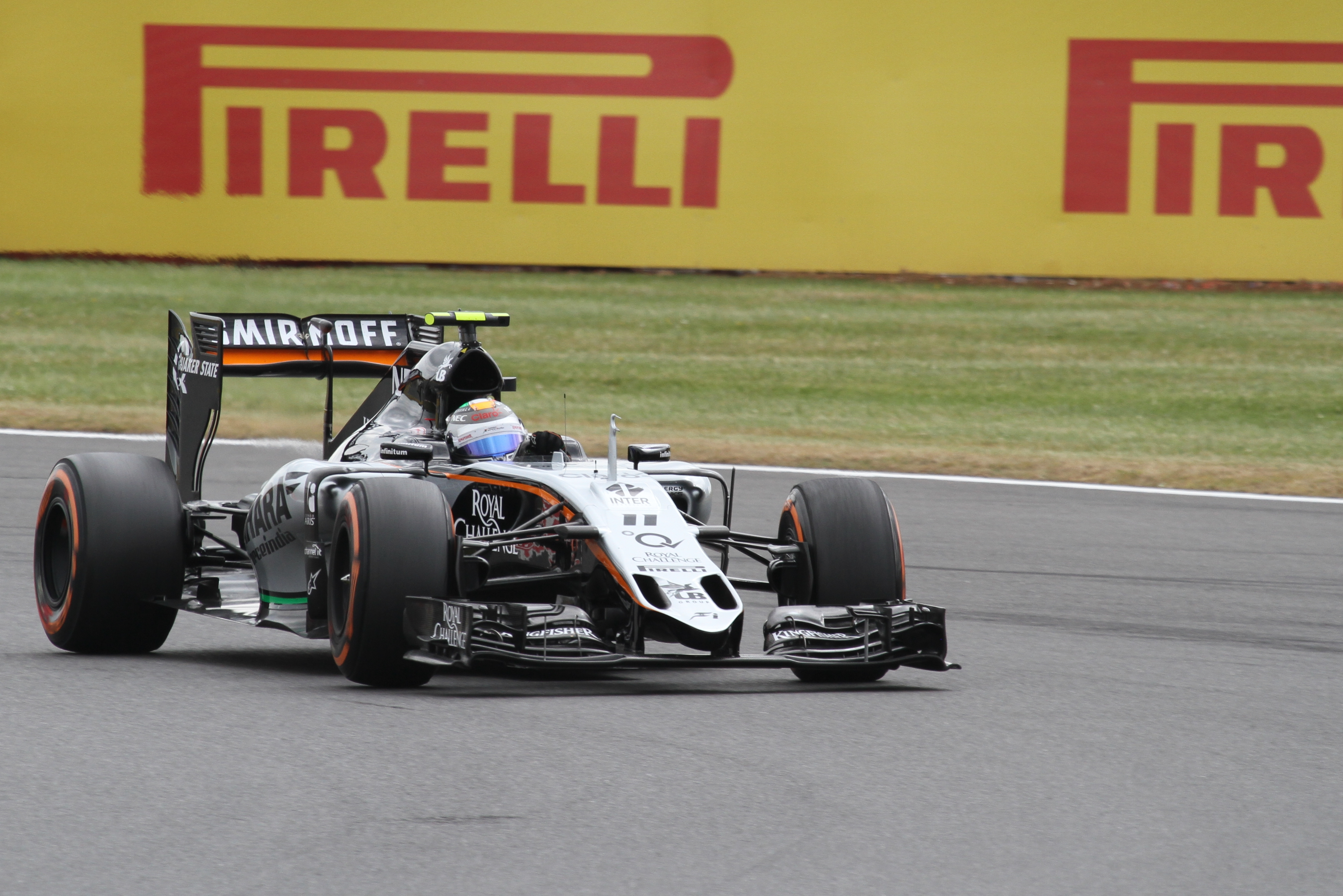
Pérez alla guida della versione B della VJM08

## VJM08B
In occasione del Gran Premio di Gran Bretagna, la scuderia indiana porta in pista la versione B della vettura. La caratteristica più evidente è un musetto accorciato e dotato di due aperture ai lati, aventi lo scopo di incanalare l'aria nella parte inferiore del telaio. Questa soluzione risulta regolare per il fatto che i fori sono posizionati in modo tale da non rendere visibile il terreno sotto la vettura ad un osservatore posto verticalmente sopra di essa. Ulteriori caratteristiche della VJM08B sono un telaio alleggerito, delle fiancate riviste e un nuovo fondo.

## Piloti
| Piloti ufficiali    | Piloti ufficiali | Piloti ufficiali |
| Nazione             | Nome             | Numero           |
| ------------------- | ---------------- | ---------------- |
| Germania (bandiera) | Nico Hülkenberg  | 27               |
| Messico (bandiera)  | Sergio Pérez     | 11               |

## Stagione
L'inizio di stagione 2015 è meno brillante rispetto al 2014, complice la decisione di aver portato la nuova monoposto solo per la terza ed ultima sessione di prove collettive a Barcellona, girando solo per una giornata e mezza.
Dopo le prime gare e qualche piazzamento a punti, la Force India decide di realizzare una versione B della vettura al fine di migliorare le prestazioni in pista. Il suo debutto avviene nei test successivi al GP d'Austria (tenutisi sempre sul circuito di proprietà Red Bull), mentre il primo impiego in gara si ha in Gran Bretagna, dove Hülkenberg e Pérez concludono, rispettivamente, in settima e nona posizione.
La VJM08B dimostra fin da subito, oltre a soluzioni tecniche interessanti come le caratteristiche "narici", un considerevole incremento prestazionale. Purtroppo alcuni problemi di natura strutturale (come la rottura dei supporti dell'ala anteriore del tedesco durante il Gran Premio d'Ungheria e, sempre nella stessa gara, i problemi ai freni per il messicano), hanno impedito l'ottenimento di un maggior numero di punti in classifica.
La scia di risultati altalenanti prosegue a Spa: Hülkenberg è infatti costretto al ritiro prima della partenza per via di una perdita di potenza alla Power Unit, mentre la vettura di Pérez, dopo un'ottima partenza grazie alla quale contende la testa della corsa ad Hamilton, accusa un'usura eccessiva degli pneumatici e deve accontentarsi della quinta posizione. I risultati positivi proseguono a Monza, una delle piste più favorevoli alla monoposto anglo-indiana, in cui Pérez precede Hülkenberg in sesta posizione dopo uno duello all'ultimo giro col ferrarista Raikkonen. Nel Gran Premio di Russia, quindicesimo appuntamento stagionale, la Force India riesce a mettere a segno il primo podio stagionale: aiutato da una buona strategia e dalla collisione al penultimo giro fra Raikkonen e Bottas, il messicano arpiona la terza posizione davanti al brasiliano Massa. Hülkenberg, dal canto suo, vanifica una buona prestazione in qualifica che gli aveva valso il sesto posto sulla griglia con un incidente al primo giro. Nelle ultime corse entrambi i piloti ottennero tre risultati utili nelle ultime quattro gare, terminando il campionato al quinto posto, miglior piazzamento di sempre nella storia del team.

## Risultati F1
| Anno | Team        | Motore                     | Gomme | Piloti     |    |    |     |    |    |    |    |   |   |     |    |   |     |    |     |     |   |    |   | Punti | Pos. |
| ---- | ----------- | -------------------------- | ----- | ---------- | -- | -- | --- | -- | -- | -- | -- | - | - | --- | -- | - | --- | -- | --- | --- | - | -- | - | ----- | ---- |
| 2015 | Force India | Mercedes PU-106B Hybrid V6 | P     | Pérez      | 10 | 13 | 11  | 8  | 13 | 7  | 11 | 9 | 9 | Rit | 5  | 6 | 7   | 12 | 3   | 5   | 8 | 12 | 5 | 136   | 5º   |
| 2015 | Force India | Mercedes PU-106B Hybrid V6 | P     | Hülkenberg | 7  | 14 | Rit | 13 | 15 | 11 | 8  | 6 | 7 | Rit | NP | 7 | Rit | 6  | Rit | Rit | 7 | 6  | 7 | 136   | 5º   |

| Legenda | 1º posto     | 2º posto | 3º posto    | A punti         | Senza punti/Non class.  | Grassetto – Pole position Corsivo – Giro più veloce |
| Legenda | Squalificato | Ritirato | Non partito | Non qualificato | Solo prove/Terzo pilota | Grassetto – Pole position Corsivo – Giro più veloce |